# Crescônio Africano
Crescônio Africano (em latim: Cresconius Africanus ou Crisconius) foi um advogado canônico que floresceu, provavelmente, na segunda metade do século VII. É provável também que tenha sido bispo.

## Concordia canonum
Crescônio é o autor de uma compilação de cânones conhecida como Concordia canonum, que inclui os Cânones Apostólicos, quase todos os cânones dos concílios dos séculos IV e V e muitos decretos papais do final do século IV até o final do século V. A obra foi muito utilizada como um manual de legislação eclesiástica pelas igrejas da África e da Gália até pelo menos o final do século X. Poucos manuscritos são posteriores a esta data.
O conteúdo foi retirado da coleção de Dionísio Exíguo, mas a divisão em títulos (301 no total) foi copiada da "Breviatio canonum" de Fulgêncio Ferrando, um diácono e canonista do século VI de Cartago. Em muitos manuscritos, o texto de Crescônio é precedido por um índice ou tabela de conteúdo (breviarium) de seus títulos, impresso pela primeira vez em 1588 por Pithou. 
Completa, a obra foi publicada primeiro por Voellus e Justellus Um dos melhores manuscritos, o "Vallicellianus" (Roma), traz uma nota na qual Crescônio é declarado como autor do poema métrico "Bella et victorias" do patrício Johannes na África sobre os sarracenos. Acreditava-se que esta atribuição era uma referência à vitória africana do patrício Johannes em 697 e, daí, a data geralmente creditada a Crescônio. Alguns, porém, defendem que o poema em questão é o "Johannis", de Flávio Crescônio Coripo, um poeta latino de cerca de 550, e identificam-no com o Crescônio, o que resulta numa data do século VI. Outros ainda (seguindo Maassen,  p. 810), apesar de admitirem que o poema em questão é certamente o "Johannis" do já mencionado poeta (que era desconhecido de Fabricius e foi editado pela primeira vez por Mazzuchelli em Milão em 1820), defendem que é incorreta a atribuição a Crescônio e que não se pode, desta forma, datar sua vida com base nele.